# Nicolas Venette
Pour les articles homonymes, voir Venette (homonymie).
Nicolas Venette (La Rochelle, 29 mai 1633 - 18 août 1698) est un médecin, sexologue et écrivain français.

## Biographie
Né à La Rochelle, fils de Nicolas Venette, marchand, et de Magdeleine Mondot, il suit sa scolarité au collège de sa ville natale puis ses études de médecine à Bordeaux, où il est reçu docteur en 1656. 
Il se rend ensuite à Paris où il reçoit les enseignements de Guy Patin et Pierre Petit, puis voyage en Espagne, Portugal et en Italie. 
Il revient ensuite à La Rochelle où il devient professeur royal d'anatomie et de chirurgie en 1668.

## Œuvres
Il a donné un Traité du scorbut (1671), mais est plus connu par son Tableau de l’amour conjugal, ou l'Histoire complète de la génération de l’homme. Ce livre, publié en 1686 à Amsterdam sous le titre de Tableau de l'amour humain considéré dans l'état du mariage et sous le pseudonyme de Salocini, Vénitien (anagramme de Nicolas Venette), est considéré comme le premier traité de sexologie en Occident. Véritable best-seller, il a connu 33 rééditions jusqu'en 1903, et a été traduit en anglais, espagnol, allemand et néerlandais.
L'auteur y couvre en quatre parties de tout ce qui a trait au sexe : anatomie, reproduction, désir, impuissance, stérilité... Il reprend sur chaque sujet les auteurs antiques et médiévaux, y ajoutant ses propres observations ou celles d'auteurs plus récents, et des commentaires où le bon sens prédomine. L'ensemble présente un mélange ambigu de propos sérieux et légers, à la limite de la littérature érotique.
Selon André Dupras Venette propose une solution à la crise de l'amour qui sévit à son époque en prônant un équilibre entre les élans amoureux et les impératifs religieux. 
D'une part, il cherche à désamorcer les peurs sexuelles, à modifier les visions pessimistes de l'amour et de la sexualité et, d'autre part, il invite le lecteur et la lectrice à dompter les passions amoureuses par la raison et le respect de lois naturelles. Le livre ne constitue pas seulement un manuel d'instruction qui diffuse de l'information sur la sexualité ; il adopte également la visée d'un livre d'éducation du fait qu'il propose une nouvelle façon d'être et de vivre l'amour dans l'état du mariage.

## Hommages
Une rue de La Rochelle est baptisée en son honneur.

## Sources
- Jean Flouret, Nicolas Venette : médecin rochelais, 1633-1698 : étude biographique et bibliographique
- Notices d'autorité :   - VIAF
  - ISNI
  - BnF (données)
  - IdRef
  - LCCN
  - GND
  - Pays-Bas
  - Pologne
  - Israël
  - NUKAT
  - Tchéquie
  - Portugal
  - WorldCat
- Ressources relatives à la recherche :   - Biodiversity Heritage Library
  - Isidore
- Ressource relative à la santé :   - Bibliothèque interuniversitaire de santé
- Notice dans un dictionnaire ou une encyclopédie généraliste :   - Deutsche Biographie